# Alberto Isaac Ahumada
Alberto Isaac Ahumada "El Güero" (Coyoacán, Ciutat de Mèxic, 18 de març de 1923 - Ibidem, 9 de gener de 1998) va ser un cineasta, pintor, caricaturista i nedador olímpic mexicà. Va viure la seva infància a l'estat de Colima.
Va ser director de treze pel·lícules. A diverses ocasions va ser nominat als premis Diosa de Plata i 44 ocasions als Premis Ariel, i en va guanyar onze. El seu documental Olimpíada en México va ser nominat als Premis Oscar el 1969. El 1980 va ser membre del jurat al 30è Festival Internacional de Cinema de Berlín. El 1987 va ser membre del jurat del 15è Festival Internacional de Cinema de Moscou.
Els seus últims anys els va viure al poblat de Comala, on es va dedicar a la pintura i com a caricaturista en periòdics de Colima i del Districte Federal, fins a la seva mort. Les seves restes es van incinerar i les cendres es van escampar a la mar del poblat de Cuyutlán.

## Infància i joventut
Alberto Isaac Ahumada va néixer a la Ciutat de Mèxic, però després de la mort del seu pare la seva família es va traslladar, en la seva primera infància, a Colima, on va viure al costat de tres ties i un oncle (que dirigien una sala de cinema). Moltes de les pel·lícules que va fer al llarg de la seva carrera les va fer a Colima, on es va traslladar durant la seva vellesa. Va estudiar per a ser mestre, però en això només va treballar per un curt període abans d'anar a la Ciutat de Mèxic, on va laborar en la secció esportiva d'un diari. En dos anys, ja estava treballant per a Esto, el diari esportiu, fent dibuixos animats. Després va contribuir amb els seus dibuixos a El Universal, El Sol de México i Novedades.

## Natació
Alberto Isaac va començar la seva carrera esportiva participant en l'equip de natació Colima (al qual també pertanyia Ismael Aguayo Figueroa) contra l'equip de Manzanillo "Lobos de Mar", que encapçalava Fidel Kosonoy. El 1941, es va coronar per primera vegada com a campió nacional de natació als Jocs Esportius de la Revolució, títol que va retenir per deu anys. A Alberto Isaac ho van conèixer els mitjans de comunicació mexicans com La Flecha Colimense durant la seva carrera esportiva. Ningú va aconseguir superar les seves marques, imposades en Mèxic i en Centreamèrica, i va aconseguir ser, durant la Segona Guerra Mundial, campió dels Estats Units. Va competir als Jocs Olímpics d'Estiu de 1948 i als Jocs Olímpics d'Estiu de 1952.

## Cineasta
El 1953-1954, va dirigir una sèrie per a la incipient televisió mexicana, anomenada La Familia Rábano, amb l'actor Héctor Lechuga, patrocinada pels automòbils Hudson. El programa relatava viatges d'una família a diverses parts de la república mexicana. Enrique Moguel Patrón era el camerògraf improvisat, amb una càmera de 16 mil·límetres Bolex amb torreta giratòria de tres lents.
El 1965, va presentar, al cine Diana, de Manzanillo, Colima, la seva primera pel·lícula, titulada En este pueblo no hay ladrones, amb el caricaturista Abel Quezada i l'artista plàstic José Luis Cuevas.
Va produir també altres pel·lícules, amb les quals va arribar a figurar en un llibre de Beatriz Paredes Rangel, com un dels 13 millors directors del cinema mexicà
A El rincón de las vírgenes, va produir una remembranza de la època revolucionària a l'estat de Colima, amb episodis a Cuyutlán, Comala i la ciutat de Colima.
A Maten a Chinto, va reproduir un dramàtic episodi succeït a l'Hotel Colonial de Manzanillo, quan el majordom Nicolás Rivera s'atrinxera en la construcció, entaulant combat amb la policia i fins i tot amb l'Exèrcit de Mèxic.
Amb el seu film Mujeres insumisas, va aconseguir obtenir diversos reconeixements nacionals i internacionals.
Se li va encomanar la producció del documental sobre els Jocs Olímpics de Moscou 1980. Va ser el primer director de l'Instituto Mexicano de Cinematografía (Imcine)

## Caricaturista i pintor
Durant els seus últims anys, va exercir el periodisme, creant cartons i editorials des de la seva casa, assentada prop d'un rierol en la capçalera municipal de Comala per als diaris Ecos de la Costa i El Correo de Manzanillo. El 1981, va guanyarel Premio Nacional de Periodismo de México, pel seu treball de caricatures. Es va relacionar amb artistes com Alejandro Rangel Hidalgo i Gonzalo Villa Chávez.

## Filmografia
- Mujeres insumisas (1995)
- ¡Maten a Chinto! (1990)
- Mariana, Mariana (1988)
- Tiempo de lobos (1981)
- Las noches de Paloma (1978)
- Cuartelazo (1977)
- Tívoli (1975)
- Entrevista Echeverría-Ford (1974)
- Cita en Guadalajara (1973)
- El rincón de las vírgenes (1972)
- Los días del amor (1971)
- Futbol México 70 (1970)
- The World at Their Feet (1970)
- Olimpiada en México (1969)
- Las visitaciones del diablo (1968)
- En este pueblo no hay ladrones (1965)